# NGC 3745
NGC 3745 је елиптична галаксија у сазвежђу Лав која се налази на NGC листи објеката дубоког неба.
Деклинација објекта је + 22° 1' 16" а ректасцензија 11h 37m 44,5s. Привидна величина (магнитуда) објекта NGC 3745 износи 15,2 а фотографска магнитуда 16,2. NGC 3745 је још познат и под ознакама MCG 4-28-4, VV 282, ARP 320, HCG 57G, Copeland septet, PGC 36001.